# الأميرة مارغريت يولاندي من سافوي
مارغريت يولاندي من سافوي (15 نوفمبر 1635 - 29 أبريل 1663)؛ أميرة سافوي منذ ولادتها ولاحقًا زوجة دوقة بارما. عروس مقترحة لابن عمها الأول لويس الرابع عشر في فرنسا، تزوجت لاحقًا من رانوتشو فارنيزي، نجل الراحل أودواردو فارنيز ومارغريتا دي ميديتشي. توفيت في الولادة في 1663.

## نشاتها
كانت مارغريتا فيولانتي خامس مولود لـ فيتوريو أميديو الأول دوق سافوي وزوجته كريستين ماري ابنة هنري الرابع ملك فرنسا وماري دي ميديشي. ولدت في كاستيلو ديل فالنتينو في دوقية سافوي التي كانت تحكمها عائلتها منذ عام 1416.